# El Carril
El Carril est une localité argentine située dans la province de Salta et dans le département de Chicoana.

## Géographie

### Hydrographie
À l'est, du nord au sud, coule le rio Arias, qui, en tant que collecteur principal, recueille les eaux des rios Rosario, Pulares et Chicoana, qui descendent de l'ouest des rios de Las Garzas et San Simón de l'est, et les dépose dans le barrage de Gral Belgrano (Cabra Corral) à la hauteur de Paraje de La Maroma, dans le département de Chicoana.

### Climat
Selon la classification générale des climats, cette zone est située dans un climat chaud, plus précisément tropical, issu de montagne qui correspond aux Sierras Subandinas et à la Cordillère orientale. La température est modérée en été, oscillant entre 28 et 30 °C, en hiver entre 10 et 14 °C, déterminant une amplitude thermique diurne annuelle accentuée. Le verglas est rare. Les vents circulent d'est en ouest, influencés par les vents locaux argentins, comme la Zonda de San Juan, qui souffle depuis l'anticyclone de l'océan Pacifique et qui, en traversant la cordillère des Andes, se transforme en un vent chaud et sec ; il provoque occasionnellement des tempêtes dans cette région. Les précipitations sont orographiques, modérées et atteignent généralement une moyenne de 500 à 700 mm en été, entre les mois de janvier et février.

### Faune et flore
La flore naturelle est le maquis, avec presque toutes les espèces caractéristiques telles que : mûre, caroubier, kapok, tusca, molle, tala, et dans les zones humides on trouve une abondance de roseaux, de quenouilles et de cresson, que l'on retrouve sous une forme variée dans toute la géographie de Carrileña.
La faune est représentée par des spécimens typiques des sierras : reptiles, rongeurs, dindons sauvages, corbeaux, caracaras, hérons, perdrix, belettes, corzuelas, vizcachas, cerfs, renards, félins (puma), cochons sauvages et oiseaux de toutes sortes.

## Économie
Le sol riche et légèrement vallonné, le climat modéré, les rivières et les eaux souterraines, la situation géographique et stratégique au centre de la vallée de Lerma et les communications terrestres faciles avec les zones nord, ouest et sud, ont permis, depuis l'époque préhispanique, le développement de l'agriculture par la culture du maïs et du tabac, ainsi que l'échange de produits alimentaires avec les colons des Andes, générant une économie de subsistance et communautaire.
Aux XVIIe et XVIIIe siècles, la culture du blé a été introduite dans les fermes et les ranchs, celle de la luzerne par les conquistadors, et l'activité commerciale s'est accrue grâce à la location de pâturages pour l'hivernage des animaux amenés de la Pampa humide, qui étaient vendus lors des foires de Sumalao, ainsi que des produits artisanaux des vallées de Catamarca, Calchaquíes, La Rioja, Tucumán et Córdoba. Cette activité a permis à El Carril de Chicoana de prospérer régulièrement, devenant un important centre de commerce à Salta.
Située au centre de la route entre la vallée de Calchaquíes et Salta, dans la première moitié du XIXe siècle, une minoterie a été établie sur les domaines de San José et de La Población par une famille nommée Zuviria, originaire de San Carlos.

## Sismologie
La sismicité de la province de Salta est fréquente et de faible intensité, avec un silence sismique de séismes moyens à graves tous les 40 ans.
- Séisme de 1930 : bien que de telles catastrophes géologiques se produisent depuis la préhistoire, le séisme du 24 décembre 1930[4], a marqué une étape importante dans l'histoire des événements sismiques à Jujuy, classé 6,4 sur l'échelle de Richter. Mais même en prenant les meilleures précautions nécessaires et/ou en restreignant les codes de construction, aucun changement ne s'est fait ressentir[5]
- Séisme de 1948 : séisme qui s'est produit le 25 août 1848 et qui est classé 7,0 sur l'échelle de Richter, il a détruit des bâtiments et ouvert de nombreuses fissures dans de vastes zones[4],[5]
- Séisme de 2010 : apparu le 27 février 2010 et classé 6,1 sur l'échelle de Richter.